# 안드레스 비예나
안드레스 비예나(스페인어: Andrés Villena, 1993년 2월 27일 ~ )는 스페인의 배구 선수이다.
전 대한항공 점보스 선수였다.